# Parandrocephalus
Parandrocephalus is een kevergeslacht uit de familie van de boktorren (Cerambycidae). De wetenschappelijke naam van het geslacht werd voor het eerst geldig gepubliceerd in 1916 door Heller.

## Soorten
Parandrocephalus omvat de volgende soorten:
- Parandrocephalus drescheri Blair, 1938
- Parandrocephalus eversor Heller, 1916